# Volby v Černé Hoře
Volby v Černé Hoře jsou svobodné. Volby se konají do parlamentu, obecních zastupitelstev a každých pět let se konají prezidentské volby. Voliči volí do jednokomorového parlamentu 81 poslanců na čtyřleté volební období. Některé ze stran či koalic udržují Dohodu o společné politické činnosti, která zaručuje povolební koalici.

## Dominantní politické strany
- Sociálnědemokratická strana Černé Hory
- Demokratická strana socialistů Černé Hory
- Liberální strana
- Demokratická fronta
- Hnutí pro změny